# Bergbijeneter
De bergbijeneter (Merops oreobates) is een vogel uit de familie Meropidae (bijeneters).

## Verspreiding en leefgebied
Deze soort komt voor in het oosten van Afrika van Zuid-Soedan tot noordoostelijk Tanzania en van oostelijk Congo tot noordwestelijk Tanzania.